# Patchway
Patchway è un comune e parrocchia civile dell'Inghilterra, appartenente alla contea del Gloucestershire.